# Голышево (село, Вязниковский район)
Голышево — упразднённое село в Вязниковском районе Владимирской области России.

## География
Урочище находится в северо-восточной части области, в зоне хвойно-широколиственных лесов, в пределах Волжско-Окского междуречья, на левом берегу ручья Важель, на расстоянии 29 километров (по прямой) к юго-западу от города Вязники, административного центра района. Абсолютная высота — 110 метров над уровнем моря.

### Климат
Климат характеризуется как умеренно континентальный. Средняя температура воздуха самого холодного месяца (января) — −11,1 °C (абсолютный минимум — −48 °С), средняя максимальная температура воздуха (июля) — +23,3 °С (абсолютный максимум — +37 °С). Годовое количество атмосферных осадков составляет около 607 мм, из которых 413 мм выпадает в период с апреля по октябрь.

## История
В «Списке населенных мест Владимирской губернии по сведениям 1859 года» населённый пункт упомянут как удельное село Судогодского уезда, расположенное в 55 верстах от уездного города. В селе насчитывалось 6 дворов и проживало 38 человек (18 мужчин и 20 женщин).
По состоянию на 1905 год, в Голышеве имелось 12 дворов и проживало 45 человек. В административном отношении село входило в состав Воскресенской волости.
По данным 1926 года, в деревне имелось 24 крестьянских хозяйства и проживало 116 человек (52 мужчины и 64 женщины). Являлось центром Голышовского сельсовета.
В 1965 году было объединено с деревней Голышево. На момент упразднения входила в состав Эдонского сельсовета Вязниковского района. Упразднена решением облисполкома № 1086 от 4 июля 1989 года как фактически не существующее.